# Pomoni
Pomoni (arabisch بوموني, Pomoni-Nindri) ist eine Stadt auf der Komoreninsel Anjouan im Indischen Ozean. Die Stadt liegt an der Südküste zwischen Magnassini-Nindri (S) und Hamamboua (N).

## Geografie
Pomoni liegt an der Südküste auf der Nordseite des Ausgangs des Lingoni-Tales. Der Lingoni, der am nördlichen Ortsrand verläuft, ist die Lebensader des Ortes.
Im Ort gibt es eine Moschee.

## Klima
Pomoni liegt im Tropischen Regenwaldklima. Die Temperaturen sind das ganze Jahr über konstant und liegen zwischen 20 °C und 25 °C.